# Le Poinçonnet
Le Poinçonnet ist eine französische Gemeinde mit 5848 Einwohnern (Stand 1. Januar 2022) im Département Indre in der Region Centre-Val de Loire. Sie gehört zum Arrondissement Châteauroux und zum Kanton Ardentes. Die Bewohner nennen sich Poinçonnois.

## Geographie
Die Gemeinde liegt im Ballungsraum südlich von Châteauroux, an der östlichen Gemeindegrenze verläuft der Fluss Indre. Nachbargemeinden sind Châteauroux im Norden, Étrechet im Osten, Ardentes und Jeu-les-Bois im Südosten, Arthon im Süden, Velles im Südwesten und Saint-Maur im Westen.

## Bevölkerungsentwicklung

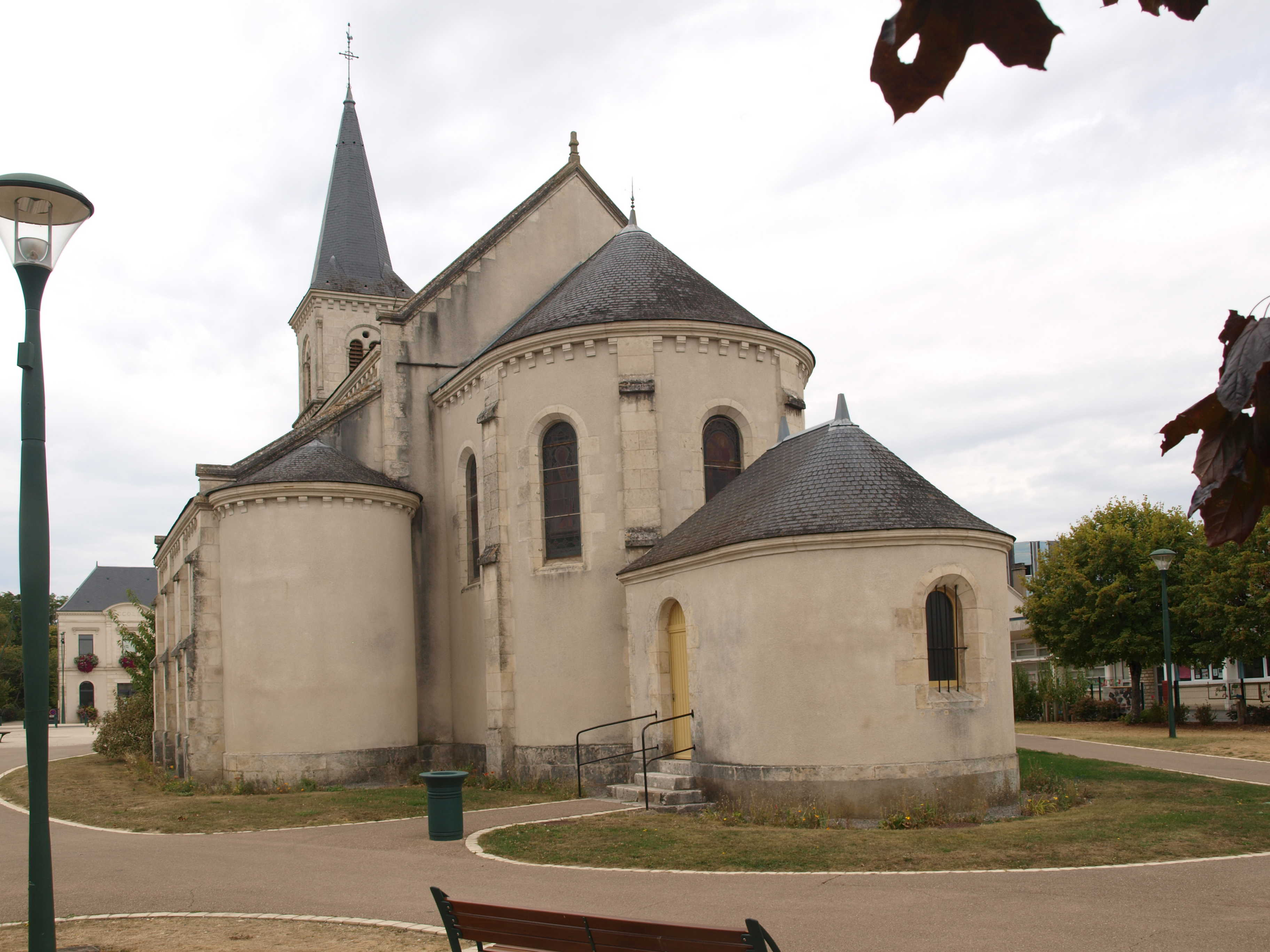
Kirche der Unbefleckten Jungfrau Maria
(Église de l’Immaculée-Vierge-Marie)

| 1962 | 1968 | 1975 | 1982 | 1990 | 1999 | 2008 | 2016 |
| ---- | ---- | ---- | ---- | ---- | ---- | ---- | ---- |
| 1457 | 1551 | 2347 | 3766 | 4600 | 5021 | 5773 | 5870 |